# Sabrina (Açores)

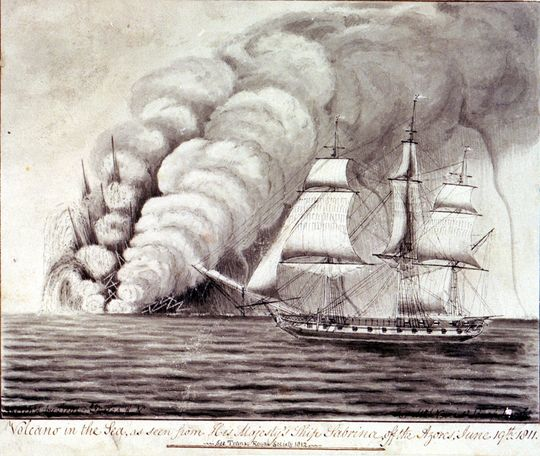
L'éruption de l'île Sabrina, telle que dessinée le 19 juin 1811 par le lieutenant John William Miles du HMS Sabrina.

Pour les articles homonymes, voir Sabrina.
L'île Sabrina est une île éphémère qui est sortie des flots de l'océan Atlantique, entre le 14 juin et le 4 juillet 1811 au large de São Miguel, l'île principale de l'archipel des Açores. Elle disparut ensuite en quelques mois.

## Description
D'origine volcanique, cette île constituée de basalte noir était longue d'un kilomètre et demi et large d'environ cent mètres. Cette île disparait environ quatre mois après avoir été découverte et gît, de nos jours, par 80 mètres de fond.

## Histoire
L'île Sabrina a été ainsi nommée d'après le nom que portait la frégate que commandait le capitaine Tillard, représentant de la Royal Navy, qui a fait la découverte de ce qui n'était qu'un amas rocheux noir. Son premier but a été de planter le drapeau anglais afin de conquérir cet ilot qui pouvait devenir important d'un point de vue stratégique. Lors du retour des Anglais quelques mois plus tard, l'île était retournée à l'océan.